# Engelse keuken

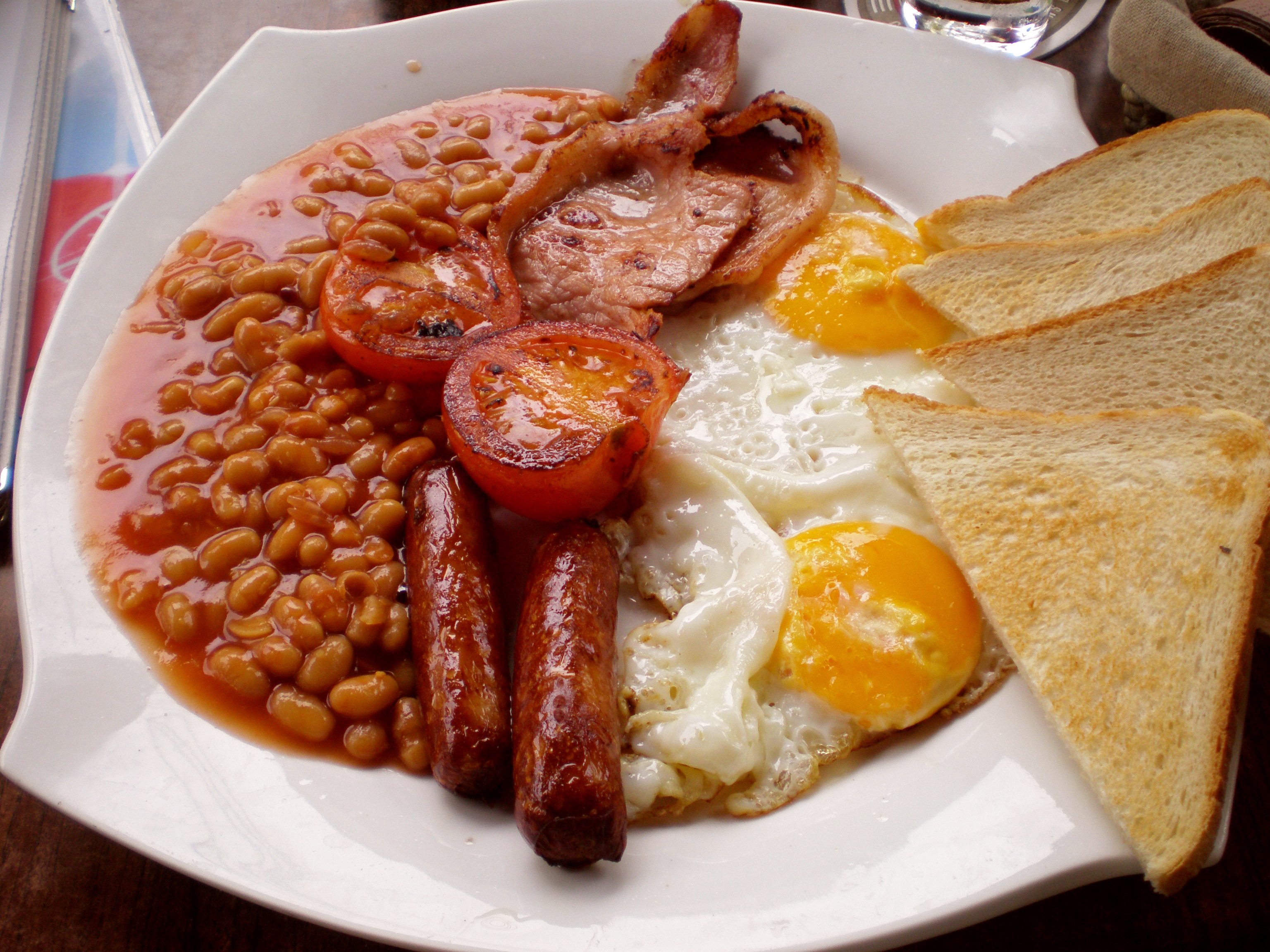
Het Engels ontbijt is bijna overal ter wereld te bestellen.

De invloed van de Engelse keuken (onderdeel van de Britse keuken) is wereldwijd terug te vinden. Tegelijkertijd heeft de wereld een grote invloed gehad op de huidige Engelse keuken. Dit komt door het koloniale verleden van het Britse koninkrijk. Het Engels ontbijt en de sandwich zijn internationaal goed verkrijgbaar. Daarnaast zijn ook de fish and chips en de afternoon tea populair. De laatste wordt in het Nederlands vaak high tea genoemd.

## Gerechten

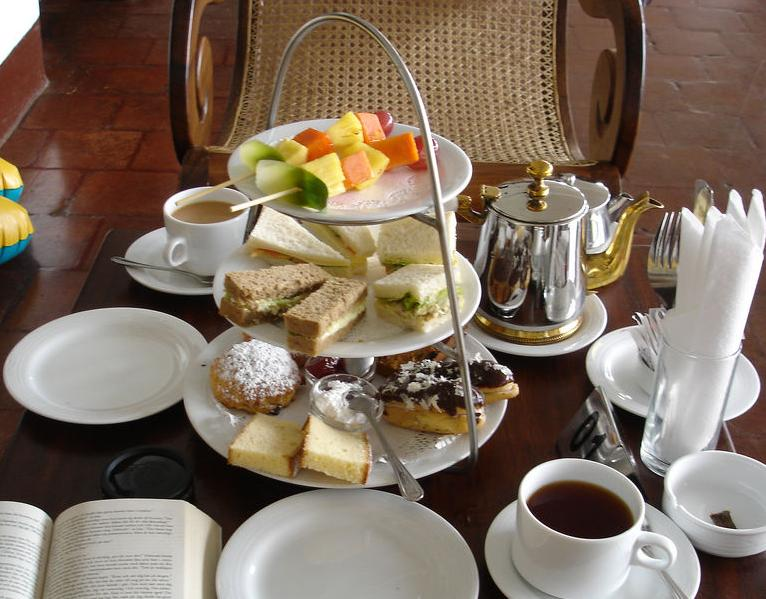
Afternoon tea

Een aantal bekende Engelse gerechten zijn:
- Het Engels ontbijt: wereldwijd bekende wijze van een ontbijt in de vorm van een warme maaltijd. Het bestaat vooral uit: ei, witte bonen in tomatensaus, spek, worst en eventueel toast, bloedworst en hash browns.
- De sandwich: een belegd broodje dat wereldwijd bekend is en waarvan vaak vergeten wordt dat het uit Engeland komt.
- Afternoon tea: (vaak ten onrechte high tea genoemd) Is een lichte maaltijd die rond theetijd geserveerd wordt in combinatie met thee.
- Fish and chips: Een afhaalmaaltijd bestaand uit gefrituurde vis met friet. Vaak verpakt in papier.
- Sunday roast: (ook carvery genoemd) dit gerecht werd traditioneel gegeten na de kerkdienst op zondag. Het bestaat uit geroosterd vlees, geroosterde aardappelen of aardappelpuree met groenten en Yorkshire pudding. Wordt in Britse pubs als buffet geserveerd.
- Trifle: Een nagerecht samengesteld uit cakekruimels, fruit, sherry, custard of vla.
- Chutney: Vruchtenpuree op smaak gemaakt met kruiden. Dit is een typisch voorbeeld van een Engels gerecht dat zonder invloed uit de koloniën nooit was ontstaan.
- Shepherd's pie

## Imago

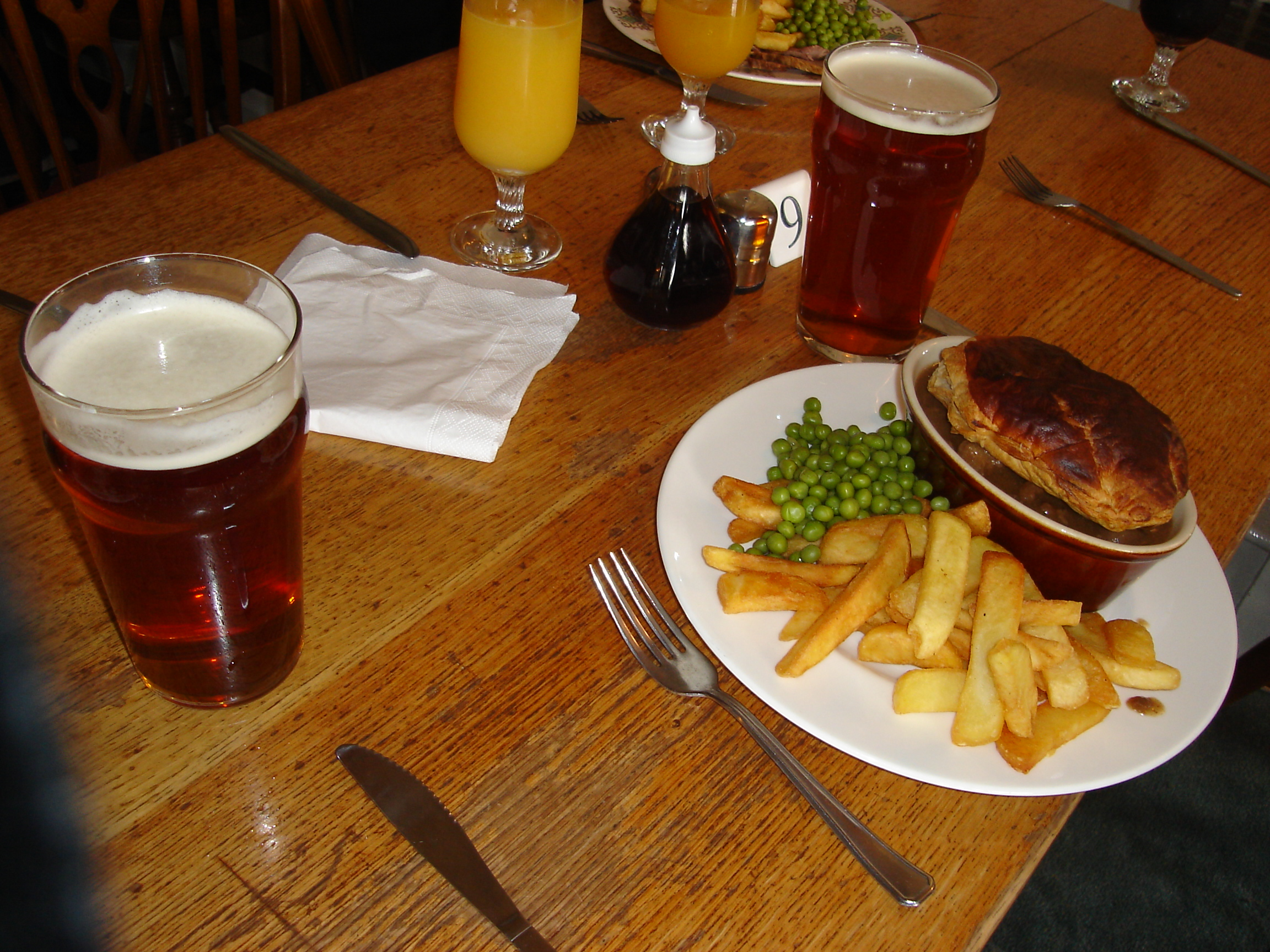
Een pint en een meat pie. Een typische maaltijd in de pub.

De Engelse keuken heeft geen goede naam. Zo heeft de voormalige Franse president Jacques Chirac ooit gezegd dat de Finse keuken op de Britse keuken na de slechtste keuken ter wereld was. De schrijver William Somerset Maugham zei ooit dat als je in Engeland goed wilde eten, je dan elke dag drie keer moest ontbijten. Hier staat tegenover dat Engeland een aantal topkoks heeft voortgebracht met internationale bekendheid waarvan Jamie Oliver anno 2022 een boegbeeld is.
Sinds de jaren vijftig is het gebruikelijk geworden om in de pub eenvoudige maaltijden te serveren zoals de meat pie (een taart met vleesvulling) of een Chicken in a basket (kip met friet). Eten in de kroeg wordt steeds meer gezien als alternatief voor het restaurant.
Soevereine staten: Albanië · Andorra · België · Bosnië en Herzegovina · Verenigd Koninkrijk (Engeland - Schotland) · Bulgarije · Denemarken · Duitsland · Estland · Finland · Frankrijk · Griekenland · Hongarije · IJsland · Ierland · Italië · Kosovo · Kroatië · Letland · Liechtenstein · Litouwen · Luxemburg · Malta · Moldavië · Monaco · Montenegro · Nederland · Noord-Macedonië · Noorwegen · Oekraïne · Oostenrijk · Polen · Portugal · Roemenië · Rusland · San Marino · Servië · Slovenië · Slowakije · Spanje · Tsjechië · Vaticaanstad · Wit-Rusland · Zweden · Zwitserland 

Afhankelijke territoria: Åland · Faeröer · Gibraltar · Guernsey · Jersey · Man · Spitsbergen